# Viaggio a titolo privato
Viaggio a titolo privato (Port Djema) è un film del 1997 diretto da Eric Heumann.